# Le Droit Humain Hrvatska
Hrvatska pionirska federacija "Le Droit Humain" (fran. Fédération pionnière croate du Droit Humain) je mješovitni slobodnozidarski organak (ekvivalent pokrajinske velike lože) u Hrvatskoj koji djeluje pod okriljem slobodnozidarskog reda Le Droit Humain International. Ovaj red u Hrvatskoj djeluje od 2016. godine, dok je ranije bio aktivan u Zagrebu u razdoblju od 1925. do 1939. godine. Od 2024. godine djeluje na razini pionirske federacije.
Međunarodni red "Le Droit Humain" osnovan je 1893. godine u Parizu. Za razliku od drugih organizacija koje djeluju samo na nacionalnoj ili međunarodnoj razini, Red je globalna udruga koje djeluje u preko 60 zemalja.

## Povijest

### Dvije lože u Zagrebu: 1925. – 1939.
Prva službena aktivnost u Zagrebu započela je 1925. godine kada se uz pomoć članova iz Beča i Praga utvrđuje prisutnost Reda primajući prve zagrebačke članove. Nakon nekoliko godina rada nastaje prva službena loža ovog reda.
Prva masonska Loža "Pitagora" osnovana je 23. siječnja 1932. godine u Zagrebu "unošenjem svjetla" od strane bečke Lože "Harmonia". Bila je to prva loža u hrvatskoj povijesti koja je primala u svoje redove muškarce i žene. Tri godine nakon utemeljenja prve nastaje i druga loža u Zagrebu, Loža "Humanitas".
Nakon nekoliko godina postojanja, rad Lože "Humanitas" dolazi kraju u skladu s tadašnjim događajima u Europi. Loža "Humanitas" prestaje postojati 26. travnja 1939. godine, a s njom nestaje i Loža "Pitagora", kao i sva prisutnost Reda na prostoru Hrvatske.
Prije početka Drugog svjetskog rata, u Zagrebu je unutar Reda djelovalo oko 80 članova. Članovi pojedinih loža nakon završetka Drugog svjetskog rata nisu obnovili prisutnost Reda i loža jer je slobodnozidarski rad bio zakonom zabranjen u vrijeme komunističke Jugoslavije.

### Aktivnosti od 2016. godine
Uz pomoć delegacije Britanske federacije "Le Droit Humain" djelovanje Reda obnovljeno je 8. ožujka 2016. godine te Loža "Humanitas" službeno ponovno djeluje u zagrebačkom orijent. Formirala ju je skupina članova koja se izdvojila iz zagrebačke lože pod okriljem Velikog orijenta Slovenije.
U siječnju 2021. godine, hrvatski ogranak doživio je značajnu reorganizaciju. Pod njegovim okriljem tada je djelovalo sedam loža, smještenih u Splitu, Osijeku, Varaždinu i Zagrebu, s ukupno više od 140 članica i članova. Neposredno prije toga, pod zaštitu Reda prešla je loža formirana od članova koji su napustili Veliki orijent Hrvatske, kao i svih pet loža koje su prethodno bile pod zaštitom Velike lože Croatia.
Krajem listopada 2024. godine četiri lože, smještene u Zagrebu, Splitu i Osijeku, kao i jedna loža viših stupnjeva škotskog obreda formirale su Pionirsku federaciju "Le Droit Humain" u Hrvatskoj. Svečanim skupom posvećenja nove pionirske federacije u Zagrebu rukovodio je veliki majstor Reda René Motro uz pratnji predstavnika Grčke i Poljske federacije.

## Ustroj
Sjedište Hrvatske pionirske federacije je u Zagrebu.
Do rujna 2024. godine nije zabilježeno da je ova organizacija pod navedenim imenom registrirana kao neprofitna nevladina udruga u Hrvatskoj kao što je slučaj s nekim drugim velikim ložama.

### Lože
U listopadu 2024. godine pod okriljem Hrvatske pionirske federacije djeluju četiri lože, dvije u Zagrebu, te po jedna u Splitu i Osijeku:
- Loža "Humanitas", Zagreb – nosi naziv po zagrebačkoj loži utemeljenoj 1935. godine, kao i po latinskoj riječi za čovječnost.
- Loža nepoznatog naziva u Splitu
- Loža nepoznatog naziva u Osijeku
- Loža nepoznatog naziva u Zagrebu

U okviru ove federacije radila je i:
- Loža nepoznatog naziva u Varaždinu

### Obred
Primarni slobodnozidarski obred Le Droit Humain u Hrvatskoj je Drevni i prihvaćeni škotski obred. Red u Hrvatskoj upravlja simboličkim stupnjevima plave lože (učenik, pomoćnik i majstor) dok je upravljanje visokim stupnjevima delegirano na dodatna tijela i redove.

## Pridružena tijela i redovi
Upravljanje visokim  stupnjevima svaka velika loža provodi kroz pridružena tijela i redove od kojih svaki predstavlja jedan obred a na temelju potpisanih konkordata.
- Vijeće Hrvatske pionirske federacije "Le Droit Humain" – nadležno za rad Drevnog i prihvaćenog škotskog obreda.

Pod okriljem Vijeća Hrvatske radi jedna loža savršenstva u Zagrebu.

## Poznati članovi
Neki od poznatih članova ove velike lože bili su:
- Čedomil Veljačić "Nanajivaka" (1915. – 1997.), budistički svećenik